# Popstars (Allemagne)
Popstars est une émission de télé réalité, adaptation allemande du concept Popstars, diffusée sur RTL II en 2000 et 2001, puis sur Pro 7 depuis 2003.
Une neuvième saison est annoncée pour 2010.

## Gagnants
- 2000 : No Angels
- 2001 : Bro'Sis
- 2003 : Overground / Preluders
- 2004 : Nu Pagadi
- 2006 : Monrose
- 2007 : Room2012
- 2008 : Queensberry
- 2009 : Some & Any
- 2010 : ?

## Sous-titres
- 2000 : Du Bist Mein Traum (Tu es mon rêve)
- 2001 : Du Bist Mein Traum (Tu es mon rêve)
- 2003 : Das Duell (Le Duel)
- 2004 : Jetzt Oder Nie! (Maintenant où jamais!)
- 2006 : Neue Engel Braucht Das Land (C'est de nouveaux anges dont le Pays a besoin)
- 2007 : Popstars on Stage
- 2008 : Just 4 Girls
- 2009 : Du und Ich! (Toi et moi)
- 2010 : Girls Forever